# 北平无战事
《北平无战事》（英語：All Quiet in Peking）是一部中国大陆电视剧。故事以1948年北平市民食调配委员会贪腐案为线索展开，全景展现了1948至1949年间國府遷台的前夕。該劇根据刘和平同名小说改编。由山东影视集团投拍，孔笙，李雪執导，集中了一批国内知名演员，历时七年创作完成，2013年8月杀青，已于2014年10月6日在北京卫视、天津卫视、河南卫视播出，共计53集。
全剧情节和人物关系错综复杂，题材涉及历史上的国民党肃贪、币制改革、国共谍战等内容，刻画了中华民国政府播遷來台前夕国府内部的政治斗争形势的严峻，编剧刘和平也表示他的目标观众是本科以上的人群。

## 制作花絮
- 本剧使用的摄像设备是电影用的艾丽莎摄影机[4]，所以最终呈现出来的整体光影效果，给观众在看电影的感觉。
- 刘和平在一份采访[3]中透露，《北平无战事》曾多次更改过剧名，起初想叫《明月照人1948》，因为太文艺，后改作《北平不战》，听上去又太商业。刘和平还是找到了一个他自己非常满意的名字《最后的王朝》，内容上北平是蒋介石最后的王朝，形式上又可以与《雍正王朝》、《大明王朝》一起组成王朝系列。然而这个剧名由过于敏感而无法拿到广电总局的立项，最终定名《北平无战事》。
- 剧中的“建丰同志”蒋经国在整部戏54集中全未露脸，仅以电话中的声音出现，其配音是中央人民广播电台经济之声播音员吴凌云[5][6]。除了奉化口音的蒋经国，剧中的旁白也全都出自他的声音。

## 演员表
| 故事人物 | 演员   | 身份 |
| -------- | ------ | --- |
| 方孟敖   | 刘烨   | 中華民國空軍笕桥航校上校教官，率领国军空军笕桥航校第十一届第一航空实习大队，因开封战役拒绝执行轰炸任务被交由南京特种刑事法庭审判，其后在蒋经国安排下改任国防部北平运输飞行大队大队长、国防部北平经济稽查大队大队长兼中华航空公司北平青年航空服务队队长，国防部调查组成员、国军空军上校。实际是中共特殊党员。币制改革失败后拒绝出任中华民国驻美国大使馆空軍武官，率飞行大队飞往台湾。 |
| 方步亭   | 王庆祥 | 中央银行北平分行经理兼金库主任，方孟敖和方孟韦的父亲。币制改革失败后出任中央银行台北分行经理，同飞行大队飞往台湾。 |
| 方孟韦   | 王凯   | 方孟敖弟弟，北平市警察局副局长，兼任北平警备总司令部侦缉处副处长。 |
| 谢培东   | 倪大宏 | 中央银行北平分行襄理、方步亭妹夫，中共地下党员、中共北平地下党主要负责人。 |
| 曾可达   | 董勇   | 中華民國国防部预备干部局少将督察、国防部五人小组成员、国防部调查组成员。铁血救国会核心成员。币制改革时任北平市警察局代局长、行政院经济管制委员会天津经济督导区驻平津办事处主任，改革失败后在机场自杀。 |
| 何其沧   | 焦晃   | 国民政府经济顾问，燕京大学副校长。美国驻中华民国大使司徒雷登先生的好友。 |
| 崔中石   | 祖峰   | 中央银行北平分行金库副主任，中共地下党员。 |
| 徐铁英   | 陈宝国 | 中国国民党中央委员会党员通讯局全国党员联络处主任，北平调查时任国防部五人小组成员、国防部调查组成员、北平市警察局局长。币制改革时遭免职。 |
| 马汉山   | 程煜   | 北平市民食调配委员会副主任兼北平市民政局局长。前任军统北平站站长、肃奸委员会主任委员。人物原型是曾为军统五大金刚之一的马汉三。 |
| 梁经纶   | 廖凡   | 燕京大学经济学系教授，何其沧助手，学贯中西的精英学者。中共地下党员、铁血救国会核心成员、国军上校、国民党潜伏于中共地下党的特务。真名梁復生。 |
| 何孝钰   | 沈佳妮 | 燕京大学学生，何其沧女儿，是學聯代表，同時也是中共地下党员。 |
| 谢木兰   | 姜瑞佳 | 燕京大学学生，方孟敖表妹，谢培东女儿，钟爱梁经綸。 |
| 王蒲忱   | 王勁松 | 国防部保密局北平站站长，铁血救国会核心成员。人物原型王蒲臣，军统“江山帮”重要人物。 |
| 齐慕棠   | 李晨   | 中共地下党员。 |
| 孙朝忠   | 孙之鸿 | 徐铁英机要秘书，表面上是国民党中央党员通讯局青年干部，隐秘身份是铁血救国会核心成员。 |
| 程小云   | 陈丽娜 | 方步亭第二任妻子。 |
| 严春明   | 谢钢   | 燕京大学经济学系教授，中共燕京大学支部书记、中共地下党员。 |
| 张月印   | 高鑫   | 中共地下党员，中共北平地下党负责人，是老劉、嚴春明和謝培東三人的直屬上級。表面身分是華北剿總參謀本部作戰處參謀。 |
| 老刘     | 王永泉 | 真名劉初五，外號五爺，燕京大學掃地工，中共地下党员，負責北平地下黨的武裝事宜。 |
| 叶碧玉   | 王一楠 | 崔中石妻子。 |
| 郭晋阳   | 匡牧野 | 飛行大隊隊員 |
| 陈继承   | 赵小锐 | 华北剿匪总司令部副總司令兼北平警備总司令部总司令 |
| 刘云     | 刘奕君 | 中共中央华北局城市工作部部长。人物原型是华北城工部负责人、后任北京市第一副市长刘仁。 |
| 马临深   | 杨新鳴 | 中央民食调配委员会副主任，国防部五人小组成员。 |
| 李宇清   | 刘钧   | 中华民国政府北平行营副官长，副总统兼北平行营主任李宗仁的部下。 |
| 王克俊   | 韩青   | 华北剿匪总司令部秘书长、政工处长 |
| 杜万乘   | 曹卫宇 | 财政部总稽查，国防部五人小组组长。 |
| 林大潍   | 马少骅 | 国军空军作战部少校参谋，中共地下党员。 |
| 王贲泉   | 白玉   | 中央银行总行主任秘书，国防部五人小组成员。 |
| 单副局长 | 冯暉   | 北平市警察局副局長，徐鐵英下屬。 |
| 执行组长 | 刘红星 | 國防部保密局執行組長。 |
| 李吾志   | 岳旸   | 调配科科长 |
| 陈方     | 毕彦君 | 总统府四组主任 |
| 王副官   | 曹磊   | |

## 獎項
- 2014国剧盛典 观众喜爱的编剧
- 2014国剧盛典 观众喜爱的导演
- 2014国剧盛典 年度最佳男配角 祖峰
- 2014国剧盛典 年度十佳电视剧第2名
- 第21届上海电视节 最佳中国电视剧、最佳编剧[7]
- 第17届华鼎奖 全国观众最喜欢的电视剧作品
- 第28届中国电视金鹰奖最佳電視劇十強

## 评论
台湾历史学家刘维开教授表示，电视剧并不是真实的历史，剧中出现的许多情节都不符合事实。正式档案中并没有材料能证明剧中由蒋经国建立并领导的“铁血救国会”这个组织的存在，大都是坊间的传闻，仅仅是在野史记载中。其次，把铁血救国会称为党内“少壮派”也并不妥当，虽然国民党内却有年青一派和年老一派之分，然而年青一派主要是以蒋经国为领导人的三民主义青年团，因此多称为“团派”。剧中救国会成员称呼蒋经国为“建丰同志”也并不现实。他表示据他所知，“蒋经国只有在跟父亲蒋介石写信的时候才会使用‘建丰’，在其他场合，没有看到档案文献他用过这个名字”。在故事结尾处，剧末方孟敖把国民政府通过币制改革搜刮的民间黄金运往台湾的情节也不可能存在。因为金库在上海，北平没有黄金，“理论上不存在从北平运黄金的事情”。除了这些事实性错误之外，刘维开还对剧中所描述的，国民党政权因为经济崩溃而快速失掉大陆的论断提出了异议。他表示，军事上的失败仍然是决定性的，军事决定经济，而不是反过来。正是前方战报导致民众对市场完全丧失信心，后导致经济崩溃。